# Aloe albida
Aloe albida ist eine Pflanzenart der Gattung der Aloen in der Unterfamilie der Affodillgewächse (Asphodeloideae). Das Artepitheton albida stammt aus dem Lateinischen, bedeutet ‚weißlich‘ und verweist auf die Farbe der Blüten.

## Beschreibung

### Vegetative Merkmale
Aloe albida wächst in der Regel einzeln und stammlos mit spindelförmigen Wurzeln. Die sechs bis zwölf linealischen Laubblätter bilden Rosetten. Die trübgrüne Blattspreite ist 10 bis 15 Zentimeter lang und 0,4 bis 0,5 Zentimeter breit. Die Zähne am Blattrand sind 0,5 Millimeter lang und stehen 1 Millimeter voneinander entfernt.

### Blütenstände und Blüten
Der einfache Blütenstand erreicht eine Länge von 9 bis 15 Zentimeter. Die kopfigen Trauben sind 2 bis 5 Zentimeter lang und 5 Zentimeter breit. Sie bestehen aus acht bis 16 Blüten. Die eiförmig-verjüngten Brakteen weisen eine Länge von 10 bis 15 Millimeter auf. Die trüb cremeweißen, grün gespitzten Blüten stehen an 10 bis 15 Millimeter langen Blütenstielen. Die Blüten sind 18 Millimeter lang und an ihrer Basis verschmälert. Über dem Fruchtknoten sind sie leicht verjüngt und enden in einer zweilippigen Mündung. Ihre Perigonblätter sind nicht miteinander verwachsen. Die Staubblätter ragen bis zu 1 Millimeter aus der Blüte heraus.

### Genetik
Die Chromosomenzahl beträgt {\displaystyle 2n=14}.

## Systematik, Verbreitung und Gefährdung
Aloe albida ist in der südafrikanischen Provinz Mpumalanga auf steinigem Boden oder auf Felsen in Höhenlagen von 1450 bis 1520 Metern verbreitet.
Die Erstbeschreibung als Leptaloe albida durch Otto Stapf wurde 1933 veröffentlicht. Gilbert Westacott Reynolds stellte die Art 1947 in die Gattung Aloe. Synonyme sind Aloe kraussii var. minor Baker (1896), Aloe myriacantha var. minor (Baker) A.Berger (1908) und Aloe kraussii Schönland (1903, nom. illeg. ICBN-Artikel 53.1).
Aloe albida wird in Anhang I des Washingtoner Artenschutz-Übereinkommen geführt.

## Nachweise